# 트라이비
트라이비(영어: TRI.BE)는 대한민국의 걸 그룹이다. 걸그룹 소녀시대의 프로듀서였던 슈퍼킹(super_KiNg)이 프로듀싱을 맡았으며, 투자금은 11억 달러에 달한다.

## 음악 스타일
트라이비(TRI.BE)은 동방신기, 소녀시대, 슈퍼주니어, 샤이니, 보아, 원더걸스와 JYJ를 모델로 꼽았다.

## 수상 및 후보
| 시상식                 | 연도 | 부문                    | 후보     | 결과 | 참조  |
| ---------------------- | ---- | ----------------------- | -------- | ---- | ----- |
| 아시아 아티스트 어워드 | 2021 | 여자 아이돌 그룹 인기상 | 트라이비 | 후보 | [ 1 ] |
| 올해의 브랜드 대상     | 2021 | 신인 여자아이돌         | 트라이비 | 후보 | [ 2 ] |
| 한터뮤직 어워즈        | 2021 | 여자 그룹 신인상        | 트라이비 | 후보 | [ 3 ] |
| 서울가요대상           | 2022 | 한류 인기상             | 트라이비 | 후보 | [ 4 ] |
| 서울가요대상           | 2022 | 인기상                  | 트라이비 | 후보 | [ 4 ] |
| 서울가요대상           | 2022 | 올해의 신인상           | 트라이비 | 후보 | [ 4 ] |
| 한터뮤직 어워즈        | 2023 | 블루밍 스타상           | 트라이비 | 수상 |       |